# Wintertalernock
Wintertalernock är en bergstopp i Österrike. Den ligger i distriktet Feldkirchen och förbundslandet Kärnten, i den centrala delen av landet. Toppen på Wintertalernock är 2 394 meter över havet.
Toppen av Wintertalernock är kal och i dalgångarna växer i huvudsak blandskog. Över toppen går en vandringsled som är tillgänglig under vintern med skidor.